# George Telek
George Telek (ur. 1959 w Raluanie) – muzyk z Papui-Nowej Gwinei. Swoje utwory wykonuje w językach tok pisin i kuanua (tolai). Pochodzi z grupy etnicznej Tolai.
W swojej twórczości nawiązuje do rodzimych tradycji muzycznych, łącząc je z elementami nowoczesnego popu i innych stylów muzycznych.
W 1997 r. został laureatem ARIA Music Awards w kategorii najlepszy album world music.

## Dyskografia
Albumy solowe
- 1997: Telek
- 2000: Serious Tam
- 2004: Amette
- 2010: Akave